# Doville
Doville és un municipi francès situat al departament de la Manche i a la regió de Normandia. L'any 2007 tenia 288 habitants.

## Demografia

### Població
El 2007 la població de fet de Doville era de 288 persones. Hi havia 110 famílies de les quals 24 eren unipersonals (12 homes vivint sols i 12 dones vivint soles), 31 parelles sense fills, 43 parelles amb fills i 12 famílies monoparentals amb fills.
La població ha evolucionat segons el següent gràfic:
Habitants censats

### Habitatges
El 2007 hi havia 136 habitatges, 108 eren l'habitatge principal de la família, 23 eren segones residències i 5 estaven desocupats. 134 eren cases i 2 eren apartaments. Dels 108 habitatges principals, 85 estaven ocupats pels seus propietaris, 22 estaven llogats i ocupats pels llogaters i 1 estava cedit a títol gratuït; 5 tenien dues cambres, 12 en tenien tres, 26 en tenien quatre i 66 en tenien cinc o més. 91 habitatges disposaven pel capbaix d'una plaça de pàrquing. A 46 habitatges hi havia un automòbil i a 57 n'hi havia dos o més.

### Piràmide de població
La piràmide de població per edats i sexe el 2009 era:
| Homes | Edats   | Dones |
| ----- | ------- | ----- |
| 0     | 95 o +  | 0     |
| 0     | 90 a 94 | 0     |
| 0     | 85 a 89 | 4     |
| 0     | 80 a 84 | 4     |
| 8     | 75 a 79 | 4     |
| 8     | 70 a 74 | 8     |
| 4     | 65 a 69 | 4     |
| 8     | 60 a 64 | 4     |
| 8     | 55 a 59 | 12    |
| 12    | 50 a 54 | 4     |
| 12    | 45 a 49 | 12    |
| 12    | 40 a 44 | 16    |
| 4     | 35 a 39 | 4     |
| 8     | 30 a 34 | 4     |
| 0     | 25 a 29 | 16    |
| 12    | 20 a 24 | 12    |
| 16    | 15 a 19 | 12    |
| 16    | 10 a 14 | 4     |
| 0     | 5 a 9   | 0     |
| 0     | 0 a 4   | 4     |

## Economia
El 2007 la població en edat de treballar era de 201 persones, 150 eren actives i 51 eren inactives. De les 150 persones actives 135 estaven ocupades (75 homes i 60 dones) i 15 estaven aturades (5 homes i 10 dones). De les 51 persones inactives 19 estaven jubilades, 19 estaven estudiant i 13 estaven classificades com a «altres inactius».

### Ingressos
El 2009 a Doville hi havia 108 unitats fiscals que integraven 287 persones, la mediana anual d'ingressos fiscals per persona era de 15.914 €.

### Activitats econòmiques
Dels 9 establiments que hi havia el 2007, 1 era d'una empresa extractiva, 1 d'una empresa de fabricació d'altres productes industrials, 2 d'empreses de construcció, 1 d'una empresa de comerç i reparació d'automòbils i 4 d'empreses de serveis.
Dels 2 establiments de servei als particulars que hi havia el 2009, 1 era un guixaire pintor i 1 fusteria.
L'any 2000 a Doville hi havia 19 explotacions agrícoles que ocupaven un total de 464 hectàrees.

## Poblacions més properes
El següent diagrama mostra les poblacions més properes.